# Дэн Дэмкив
Денис Николаевич Дэмкив (род. 18 августа 1982, Стрый, Львовская область) — российский режиссёр, актёр театра и кино, певец, поэт, композитор, солист мюзиклов «Анна Каренина», «Огни Большого Города», «Граф Монте-Кристо», «Шахматы» и др. В социальных сетях больше известен под сценическим псевдонимом Дэн Дэмкив — исполнитель в жанре поп-музыки, видеоблогер

## Биография

### Ранние годы
Родился 18 августа 1982 года в городе Стрый, Львовская область, Украина. Родители Дэмкив Николай Романович и Дэмкив Ольга Сергеевна.
На сцене дебютировал в возрасте 5 лет, в стрыйской хоровой школе мальчиков «Щедрык», куда маленького Дениса отвела мама, услышав вокальные задатки сына. В 6 лет добавилось обучение в музыкальной школе, где Денис постигал азы игры на фортепиано и параллельно развивался в секции спортивной гимнастики.
В 1989 г. семья переезжает в город Винница, где отцу от работы дают квартиру большей планировки, так как к тому времени у Дениса появляются два младших брата Дэмкив Илья Николаевич и Дэмкив Антон Николаевич. В Виннице маленький Дэн наряду с общеобразовательной школой продолжает обучаться игре на фортепиано и петь в хоре, в Винницкой школе искусств. И периодически меняя спортивные секции бокса и гандбола.
В 1995 г. семья переезжает в город Белгород, Россия, чтобы быть рядом с бабушкой Дениса по материнской линии, которая после потери мужа осталась одна.
Здесь и происходит начальное становление Дэна, как певца и актёра. В белгородской детской школе искусств #1 он попадает на класс «сольное пение» к выдающемуся педагогу по вокалу Григорьевой Анне Арменовне, которая сумела разглядеть в мальчике большой потенциал. Также Дениса принимают в труппу детского музыкального театра, где он играл в спектаклях наряду со взрослыми артистами.
С 1997-го по 1999 г. Денис становится лауреатом всевозможных городских и областных вокальных конкурсов города Белгорода, а также международного вокального телевизионного конкурса «50 на 50» в городе Москва.
В 1999 г. сразу после окончания школы юноша поступает в престижный московский театральный вуз (ГИТИС — РАТИ), с конкурсом 50 человек на место. И снова удача — мастер курса прославленный режиссёр, профессор, народный артист СССР Георгий Павлович Ансимов.
За время учёбы 1999—2004 гг. Денис сыграл множество ролей. Самые яркие из них, пожалуй, роль Курагина в опере «Война и мир» театр «ГИТИС», роль Барнаби в мюзикле «Хелло, Долли» театр «ГИТИС», роль Дракона в музыкальном спектакле «Дракон» театр «ГИТИС».
Параллельно продуктивно сотрудничая с режиссёрами курса Романа Виктюка, выпустив спектакли «Подщипа» и «Предназначено на слом».
В 2004 г. будучи студентом 5-го курса, Дэн проходит отбор в цирковое-ревю «Свадьба соек» в цирке на Вернадского, где режиссёром выступает Евгений Гинзбург, композитор Александр Басилая, тексты песен Михаил Танич.

### Карьера
В 2004 г. окончив ГИТИС, молодой дипломированный артист поступает на службу сразу в два театра : «Театр Алексея Рыбникова», где репетирует роль Пьеро в спектакле «Буратино» и в московский театр «Шалом», где сразу получает главную роль (Лео Рафалеско) в мюзикле Александра Журбина «Блуждающие звёзды» режиссёр Визма Витолс. С театром «Шалом» получается долгое и плодотворное сотрудничество. Артист плотно занят в репертуаре вплоть до 2014 года.
В это же время Денис играет в антрепризах и снимается в кино:
2004 г. Х/ф «Неравный брак» — Помощник адвоката. Режиссёр Елена Райская.
2005 г. Роль Гитлера в спектакле «Немецкая сага» режиссёр Евгений Понасенков.
2005 г. Сериал «Адъютанты любви» — роль Азартный игрок. Режиссёр Борис Рабей, Роман Фокин.
2005 г. Сериал «Молоды и счастливы» — роль «Эльф». Режиссёр Валерий Зеленский.
В 2008 г. Дэн открывает для себя мир «большого мюзикла» попав в труппу легендарного спектакля «Монте Кристо» в Московском театре Оперетты. Режиссёр Алина Чевик, композитор Роман Игнатьев, либретто и тексты песен Юлий Ким. Продюсеры проекта Владимир Тартаковский и Алексей Болонин.
В этом же году его приглашают в постановку Санкт-Петербургского театра «Мьюзик-Холл» в мюзикл «Нежная Королева» на роль Кая. Режиссёр Антон Забелин, композитор Роман Игнатьев, тексты песен Алексей Шнейдерман.
В 2010 г. возникает интересное сотрудничество с Ильёй Авербухом, а точнее с его детищем — ледовым спектаклем «Огни большого города», в котором Илья вышел за рамки обычного ледового шоу и сделал полноценный музыкальный спектакль с сюжетом и драматическими линиями героев, которых на льду играли прославленные олимпийские и мировые чемпионы фигурного катания. Денису посчастливилось озвучивать вокальные голоса Алексея Ягудина, Романа Костомарова, Алексея Тихонова и Повиласа Ванагаса. С этим ледовым спектаклем они объездили множество городов России и зарубежья, собирая многотысячные залы. Выступали в олимпийском Лондоне, в 2012 году. И после олимпийском Сочи в 2014 году, встав в стационар на полгода.
В 2011 г. Дениса приглашают сыграть роль Арамиса в музыкальном спектакле «Три мушкетёра» по мотивам знаменитого фильма. Режиссёром выступил Александр Маракулин, продюсером спектакля стал Вячеслав Гнедак от компании «Musucal Trade». Спектакль успешно гастролировал как по России, так и за её пределами.
В 2012 г. Дэн успешно проходит кастинг в музыкальную драму «Я — Эдмон Дантес» режиссёр спектакля Егор Дружинин, музыка Лора Квинт. Красивый спектакль, который состоял из трёх актов и двух антрактов. Общее время действа составляло 3,5 часов. Денис исполнял две роли — сначала выходил в образе старика Пьера Морреля, а затем во втором акте в роли его сына Максимилиана.
В 2014 г. его приглашают в музыкально-драматический спектакль «Территория страсти» по мотивам романа Шодерло де Лакло «Опасные связи» режиссёром и продюсером спектакля выступил известный актёр театра и кино Александр Балуев, музыка Глеб Матвейчук, либретто Валерий Ярёменко, тексты песен Карен Кавалерян. Денис исполнял роль Шевалье Дансини. Спектакль объездил множество город России и зарубежья.
В этом же году Дэн с друзьями артистами создают музыкальную группу «B.O.G.G.I.- project» записывают несколько песен, снимают клип. Со временем группа растёт, в неё приходят ещё четверо ребят и она превращается в кавер-группу «Se7en». Они выступают на корпоративах и праздниках. Но из-за отсутствия прогресса в развитии спустя год распадается.
В 2015 г. Денис вновь возобновляет сотрудничество с Ильёй Авербухом в качестве вокалиста. В этот раз над ледовым спектаклем «Кармен», который всё лето собирает залы в Сочи, во Дворце Зимнего Спорта «Айсберг».
В 2016 г. Дэн проходит масштабный кастинг и получает роль Константина Левина в мюзикле «Анна Каренина». Режиссёр Алина Чевик, композитор Роман Игнатьев, автор либретто Юлий Ким. Спектакль становится легендарным. Его по франшизе ставят в Корее. Таким образом он становится первым отечественным мюзиклом, который поставили заграницей.
В 2017 г. Дениса приглашают в новогодний цирковой мюзикл «Заколдованный принц» на роль Принца. Это полноценная мюзикловая история с яркими красивыми цирковыми номерами от компании «Романов-Арена».
В этом же году совместно с Корейской стороной снимается фильм-мюзикл «Анна Каренина». Дэн так же исполняет роль Константина Левина. Фильм впоследствии показывали в кинотеатрах России, Кореи, Китая, Канады, Германии, Японии и ещё во многих странах мира.
В 2018 г. поступает неожиданное предложение от Александра Рагулина сыграть роль Алексея Карамазова в его рок-опере «КарамазоВЫ». Изначально это планировалось как концерт-концепт, но потом выросло в полноценный спектакль, который получил восторженные отзывы москвичей и петербуржцев.
В этом же году Московский Театр Оперетты снимает видео-версию легендарного мюзикла "Монте Кристо ". Денис всё так же в роли Альбера. Фильм успешно выходит в мировой кинопрокат.
В 2019 г. вместе с братом (Илья Дэмкив), который выступил продюсером артиста, создают творческий брэнд «Дэн Дэмкив». Выходят две песни за авторством Дэна — это «Обострение» и «Я хочу танцевать». На трек «Обострение» снимается шуточный вирусный клип. Трек берут на небольшие радио, а клип даже ротируют на Центральном Белорусском теле-канале.
В этом же году ребята записывают первый альбом с романтическим названием «Фанатею тобой». В альбом входят 6 песен с разной стилистикой и подачей. После этого начинается развитие всевозможных соцсетей, You Tube, сотрудничество с известными лейблами, параллельно с этим снимают социальные ролики на злободневные темы.
К концу года Дэн и Илья записывают ещё несколько синглов — «Меня накрыла лавина», «В холодном ноябре» и «#Зима». Так же за авторством Дениса.
А под занавес 2019 года Дэн принял участие в эксклюзивном шоу четырёхкратного олимпийского чемпиона по спортивной гимнастике Алексея Немова «Легенды спорта» в столичных «Лужниках».
2020-й г. сразу начался с двух сингл-премьер «О, Сеньорита!» и «Дикая Лаванда». Вторая песня впервые прозвучала на первом сольном концерте певца, который состоялся 16 февраля, в Москве, в легендарном клубе «Lюѕtra Bar».
С марта по август с концертной и театральной деятельностью пришлось повременить в связи с сильной вспышкой пандемии (Covid-19).
Но в конце августа, по онлайн — кастингу Дениса утверждают в российскую версию всемирно известного мюзикла-хита «Шахматы» («Chess») на роль Арбитра. Продюсер спектакля Дмитрий Богачёв, режиссёр Евгений Писарев, музыка Бьорн Ульвеус и Бенни Андерссон (группа «ABBA»), русский текст Алексей Иващенко.
Этой же осенью, вслед за премьерой спектакля «Шахматы», Дэн и Илья выпускают ещё один сингл-трек «Ранены любовью» при участии Натальи Сидорцовой.
С 2020 г. начал свою режиссёрскую карьеру, стал сооснователем кинокомпании «ФОБОС», на данный момент, снял более 30 короткометражек, социальных роликов, клипов, которые получили десятки миллионов охватов в социальных сетях.
В 2022 г. в качестве главного режиссёра принял участие в съемках сериала «STEPMEDICALS», дата выхода которого назначена на 2023 г. Стал основателем Киношкола №4

## Работы

### Дискография
| Год  | Альбом                               | Название трека                                                                                     |
| ---- | ------------------------------------ | -------------------------------------------------------------------------------------------------- |
| 2019 |                                      | Обострение осенне-весеннее                                                                         |
| 2019 | Я хочу танцевать                     | |
| 2019 | Фанатею тобой                        | Ты моя неизбежность Амстердам Фанатею Тобой Эдита (Русская лезгинка) Платишь телом Давай танцевать |
| 2019 | Меня накрыла лавина                  | |
| 2019 | В холодном ноябре                    | |
| 2019 | #ЗИМА                                | |
| 2020 |                                      | О, сеньорита!                                                                                      |
| 2020 | Дикая лаванда                        | |
| 2020 | Ранены любовью (& Наталья Сидорцова) | |
| 2021 |                                      | Создана для любви                                                                                  |
| 2022 |                                      | Девочка из прошлого (& Ильшат Шабаев)                                                              |

### Видеография
| Год  | Наименование | Название клипа             | Режиссёр     |
| ---- | ------------ | -------------------------- | ------------ |
| 2019 | клип         | Обострение осенне-весеннее | Денис Дэмкив |
| 2019 | mood video   | В холодном ноябре          | Денис Дэмкив |

### Роли в театре
- 2003 г. музыкально-цирковое ревю «Свадьба соек» (Цирк на проспекте Вернадского) — Стриж
- 2005 г. спектакль «Немецкая сага» (театр «Тайна») — Гитлер
- 2005 г. спектакль «Подщипа» (антреприза на сцене театра «Шалом») -
- 2006 г. мюзикл «Блуждающие звезды» (Московский еврейский театр «Шалом») — Лео Рафалеско[7]
- 2008 г. спектакль «Ну, волк, погоди» (Московский еврейский театр «Шалом») — Волк
- 2008 г. мюзикл «Монте-Кристо» (Московский Театр Оперетты) — Альбер[8][9]
- 2008 г. мюзикл «Нежная королева» (Мюзик-Холл, С-Пб) — Кай[10]
- 2010 г. ледовый спектакль Ильи Авербуха «Огни большого города» — вокалист[11][12]
- 2011 г. мюзикл «Три мушкетера» (Компания Musical Trade) — Арамис
- 2012 г. музыкальная драма «Я — Эдмон Дантес» — Максимилиан / Моррель
- 2014 г. музыкально-драматический спектакль «Территория страсти» — Шевалье Дансини
- 2015 г. ледовый спектакль Ильи Авербуха «Кармен» — вокалист
- 2016 г. мюзикл «Анна Каренина» (Московский Театр Оперетты) — Константин Левин[13][14]
- 2017 г. мюзикл «Девушка без адреса» — Митя Савельев[15]
- 2018 г. цирковой спектакль «Заколдованный принц» — принц[16]
- 2018 г. рок — опера «КарамазоВЫ» — Алексей Карамазов[17]
- 2020 г. мюзикл «Шахматы» — Арбитр[18][19]

### Роли в кино
- 2004 г. мелодрама «Неравный брак» — помощник адвоката
- 2005 г. авантюрный детектив, телесериал «Адъютанты любви» — игрок[20]
- 2005 г. приключения, комедия «Молоды и счастливы» — Эльф
- 2017 г. криминальный фильм, мелодрама «Эксперт» — менеджер[20]
- 2018 г. мюзикл, мелодрама «Анна Каренина. Мюзикл» — Константин Левин[21]
- 2019 г. мюзикл, мелодрама «Монте-Кристо. Мюзикл» — Альбер[22]

### Режиссёрские работы
- 2019 г. клип «Обострение осенне — весеннее» (7 мил. охват в соцсетях)
- 2020 г. социальный ролик «Я не хотела умирать» (30 мил. охват в соцсетях)
- 2020 г. социальный ролик «Привет машенька» (10 мил. охват в соцсетях)
- 2020 г. короткометражка «Наркоманка» (7 мил. охват в соцсетях)
- 2020 г. социальный ролик «Аборт» (12 мил. охват в соцсетях)
- 2020 г. социальный ролик «Износилование» (3 мил. охват в соцсетях)
- 2020 г. рекламный ролик компании «VEIKS»
- 2021 г. короткометражка «Братья» (1 мил. охват в соцсетях)
- 2021 г. короткометражка «Волк» (2 мил. охват в соцсетях)
- 2021 г. социальный ролик «Алкаши» (3 мил. охват в соцсетях)
- 2021 г. социальный ролик «Я всё сама»
- 2021 г. социальный ролик «Ты себя не ценишь»
- 2021 г. социальный ролик «Бизнес вумен»
- 2021 г. социальный ролик «Выпускной» (1 мил. охват в соцсетях)
- 2021 г. социальный ролик «Путь к успеху» (3 мил. охват в соцсетях)
- 2021 г. социальный ролик «Глупый братик»
- 2021 г. социальный ролик «Верёвка»
- 2021 г. социальный ролик «Насилие на работе» (13 мил. охват в соцсетях)
- 2021 г. социальный ролик «Измена»
- 2021 г. социальный ролик «Мажор»
- 2021 г. социальный ролик «Эскортница»
- 2021 г. социальный ролик «Второй шанс»
- 2020 г. рекламный ролик женского клуба «ЖиваЯ»
- 2021 г. короткометражка, триллер «Слежка»
- 2022 г. 10 серийный сериал «STEPMEDICALS», дата выхода 2023 г. онлайн кинотеатр TUR.TV
- 2022 г. короткометражный фильм «Мужики»
- 2023 г. 8 серийный сериал «Модельное агентство X»
- 2023 г. полнометражный фильм «Узбек»
- 2024 г. полнометражный фильм «Инкассаторы»